# Poniki, Tỉnh West Pomeranian
Poniki [pɔˈniki] (tiếng Đức: Ponicken) là một khu định cư ở khu hành chính của Gmina Manowo, thuộc quận Koszalin, West Pomeranian Voivodeship, ở phía tây bắc Ba Lan. Nó nằm khoảng 10 kilômét (6 mi)   về phía đông nam Manowo, 18 km (11 mi) về phía đông nam Koszalin và 141 km (88 mi) về phía đông bắc của thủ đô khu vực Szczecin.
Trước năm 1945, khu vực này là một phần của Đức. Đối với lịch sử của khu vực, xem Lịch sử của Pomerania.